# Altreetz
Altreetz ist ein Ortsteil der amtsangehörigen Gemeinde Oderaue im Landkreis Märkisch-Oderland, die vom Amt Barnim-Oderbruch verwaltet wird.

## Geographische Lage

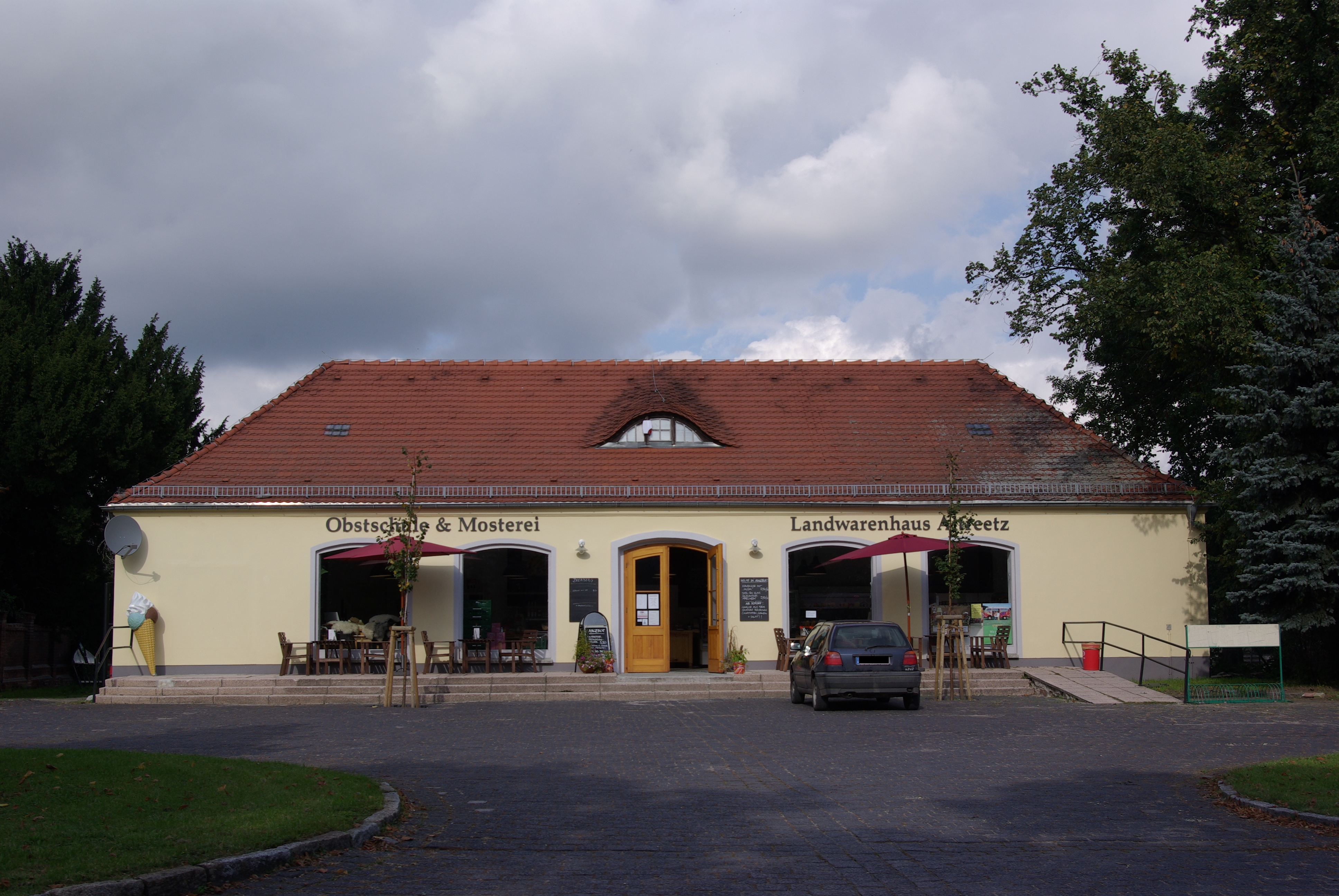
Das Haus des Landwarenhandels

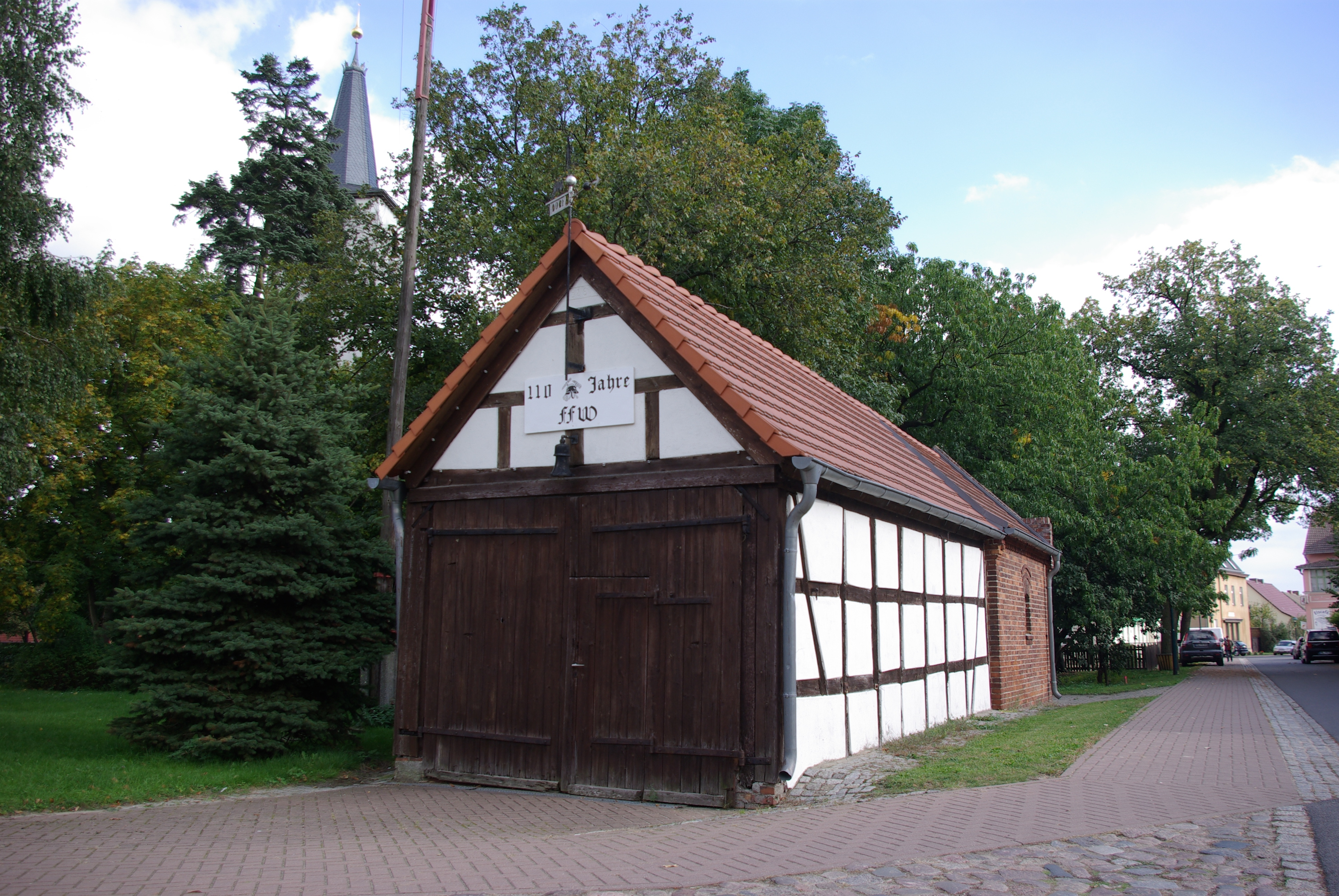
Das Gebäude der Freiwilligen Feuerwehr

Das Dorf liegt fünf Kilometer nordöstlich von Wriezen und dreizehn Kilometer östlich von Bad Freienwalde (Oder).

## Geschichte
Fundstücke auf dem Gebiet des Dorfes belegen, dass hier bereits in der mittleren Jungsteinzeit Menschen lebten. Altreetz wurde das erste Mal im Jahre 1339 in Dokumenten erwähnt. Im 16. Jahrhundert war der Ort im Besitz des Landesherren. Während des Dreißigjährigen Krieges wurde im Jahr 1641 das Dorf geplündert und abgebrannt. Am 7. April 1824 brannte es im Dorf, wobei die Kirche und Gebäude in der Ortsmitte abbrannten. Das Zentrum wurde danach neu aufgeteilt. Die Dorfkirche wurde im Jahre 1828 eingeweiht.
Im 19. Jahrhundert wuchs das Dorf, so fand ab 1844 jedes Jahr ein Viehmarkt statt, ab 1843 gab es eine Apotheke und ab 1857 eine Arztpraxis. Weiteres Wachstum brachten die Straße Wriezen – Zollbrücke und der Bau der Eisenbahnstrecke Wriezen – Jädickendorf. Im Jahre 1920 wurde das Dorf elektrifiziert.
Nach der Gründung der DDR wurde der Ort zu einem ländlichen Zentrum ausgebaut. 1956 wurde ein Landwarenhaus und 1957 ein Landambulatorium errichtet. Im Jahre 1961 wurde der Ort Sitz einer Polytechnischen Oberschule. 1955 wurden die LPG „Zukunft“ und 1960 die LPG „Einheit“ gegründet.
Im Jahre 2005 lebten in Altreetz 441 Menschen.

## Sehenswürdigkeiten
In Altreetz ist ein Baudenkmal, die Dorfkirche, eingetragen. Weiter befindet sich ein Zoo im Ort.

### Dorfkirche Altreetz
Die heutige Dorfkirche Altreetz wurde am 2. November 1828 eingeweiht. Davor gab es hier drei Vorgängerbauten.
Die Kirche ist ein rechteckiger Saalbau mit einem Westturm. Im Inneren befindet sich ein Kanzelaltar aus dem Jahr 1848. Die Taufe stammt aus dem Jahre 1830. Die Orgel wurde 1840 von der Firma Buchholz erstellt. Die Orgel hat ein dreiteiliges Prospekt.

### Der Oderbruchzoo
Der Oderbruchzoo wird jedes Jahr von etwa 30.000 Personen besucht. Im Zoo leben etwa 300 Tiere, in der Regel einheimische Arten wie Kaninchen und Schweine, aber auch exotische Tiere wie Rhesusaffen. Dem Zoo ist ein Behindertendorf angeschlossen.